# Åsa Karlin
Åsa Helena Karlin, född Göransson 22 december 1966 i Bromma, Stockholm, är en svensk skådespelare.
Karlin studerade på Adolf Fredriks gymnasium och hade planer på att arbeta inom reklambranschen. När Staffan Götestam sökte skådespelare till sin pjäs Fågelpappan (1985) anmälde hon sig till audition och fick en roll. Rollen ledde till att TV uppmärksammade henne och hon debuterade 1986 i Ormens väg på hälleberget, en filmatisering av Torgny Lindgrens roman med samma namn. Hon blev känd för en större publik genom rollen som Anneli i TV-serien Goda grannar (1987). Karlin kom emellertid att uppleva kändisskapet som påfrestande och tog en paus som varade fram till 1992, då hon medverkade i TV-serien Blueprint. Hennes medverkan där kom att bli något av ett andra genombrott.
Under pausen utbildade hon sig vid 1988–1991 vid Scenskolan i Malmö. Efter studierna har hon i huvudsak varit frilansare och medverkat i uppsättningar på bland annat Dramaten och Riksteatern.
År 1994 tog hon emot Teaterförbundets Daniel Engdahl-stipendium.

## Filmografi
- 1986 – Ormens väg på hälleberget
- 1987 – Goda grannar (TV-serie)
- 1992 – Blueprint (TV-serie)
- 1993 – Mannen på balkongen
- 1994 – Lust
- 1995 – Snoken (TV-serie)
- 1996 – Tele
- 1997 – OP7 (TV-serie)
- 1997 – Skärgårdsdoktorn (TV-serie)
- 1998 – Underbara kvinnor vid vatten
- 2001 – Återkomsten (TV-serie)
- 2001 – Kvinna med födelsemärke
- 2004 – I skuggan av våldet
- 2005 – Kvalster
- 2005 – Supersnällasilversara och Stålhenrik (TV-serie)
- 2006 – Varannan vecka
- 2008 – Les grandes personnes - De vuxna
- 2009 – Födelsedag
- 2010 – Dubbelliv (TV-serie) (till och med 2012)
- 2010 – Tindra
- 2012 – Solsidan (TV-serie)
- 2014 – Like Me
- 2015 – Beck – Rum 302
- 2015 – Beck – Familjen
- 2015 – Beck – Invasionen
- 2015 – Beck – Sjukhusmorden
- 2016 – Beck – Steinar
- 2016 – Beck – Vägs ände
- 2018 – Beck – Ditt eget blod